# Badge de vérification Twitter
Le badge de vérification Twitter est un système destiné à communiquer initialement l'authenticité d'un compte Twitter,.

## Histoire
À la suite d'une plainte déposée par Tony La Russa, manager d’une équipe de baseball américaine, pour usurpation d’identité, et plus généralement afin d'empêcher l'usurpation d'identité sur Twitter, les comptes des personnalités peuvent bénéficier d'une icône bleue « Compte certifié ».
En juin 2012, Twitter introduit une option de masquage des réponses (tweets commençant par une mention à un autre utilisateur) pour les comptes certifiés. Ainsi, quand on consulte un profil certifié, deux onglets permettent de filtrer les tweets « All / No Replies ».
À partir du mois de juillet 2016, tout utilisateur de Twitter peut demander la certification de son compte en remplissant un formulaire qui sera par la suite validé par le site de microblogue.
À la suite du rachat de l'entreprise par Elon Musk en 2022, celui-ci fait l'annonce d'une nouvelle manière d'acquérir un compte certifié, payante et ouverte à tous les comptes. Une des premières refontes est l'annonce d'un système payant de certification non plus lié à la notoriété mais au payement d'un abonnement mensuel. Après des critiques de personnalités, la mesure est abandonnée pour les comptes de célébrités,. Un badge blanc est un temps lancé pour distinguer les célébrités de ceux qui payent l'abonnement, puis remplacé par une différenciation sous forme de bulle distinguant les deux types de comptes. Après des vagues d'usurpations d'identités, notamment au sujet de l'insuline, Twitter retire de la vente le badge de certification et restaure le badge blanc pour les vrais comptes certifiés. Il doit être relancé le 29 novembre 2022 avec perte du badge en cas de changement d'alias. Une certification dorée sera décernée aux entreprises, une argentée aux gouvernements, et bleue aux particulier, et la certification sera manuelle. La sortie est finalement repoussée. Twitter Blue est relancé le 12 décembre 2022, et une pastille dorée voit le jour pour les entreprises, comme les journaux. Les autres comptes, outre ceux d'officiels gouvernementaux, ont la mention certifiés depuis un certain temps,. Cette nouveauté a pour conséquence de permettre à des comptes complotistes et des comptes propagandistes pro-russes de faire certifier leur compte,.
En avril 2023, les anciens comptes certifiés qui ne s'étaient pas abonnés à Twitter Blue, devait avoir leur certification supprimée, cependant cela n'a pas lieu, avec des déclarations contradictoires d'Elon Musk[réf. nécessaire]. Le 2 du même mois, le New York Times annonce ne pas s'abonner à Twitter Blue, à la suite de quoi Elon Musk annonce personnellement qu'il retire la certification Twitter au journal, en plus de tenir des propos dénigrants sur celui-ci. Le 20 avril, les anciens comptes certifiés qui ne sont pas abonnés à Twitter Blue voient leur badge être supprimé. Mais certaines personnalités célèbres qui n'ont pas souscrit un abonnement payant Twitter Blue, comme l'écrivain américain Stephen King ou l'homme d'affaires et ancien président des États-Unis Donald Trump, voient leur badge de certification réapparaître malgré tout. Musk indique qu'il paie personnellement certains badges, sans que les critères de choix soient clairs. Plusieurs personnalités protestent contre ces certifications car certaines ne souhaitent pas apparaître comme telles, le badge bleu étant devenu dans l'intervalle un symbole de soutien à Musk : c'est notamment le cas de l'économiste Paul Krugman.